# Ein Kàrem

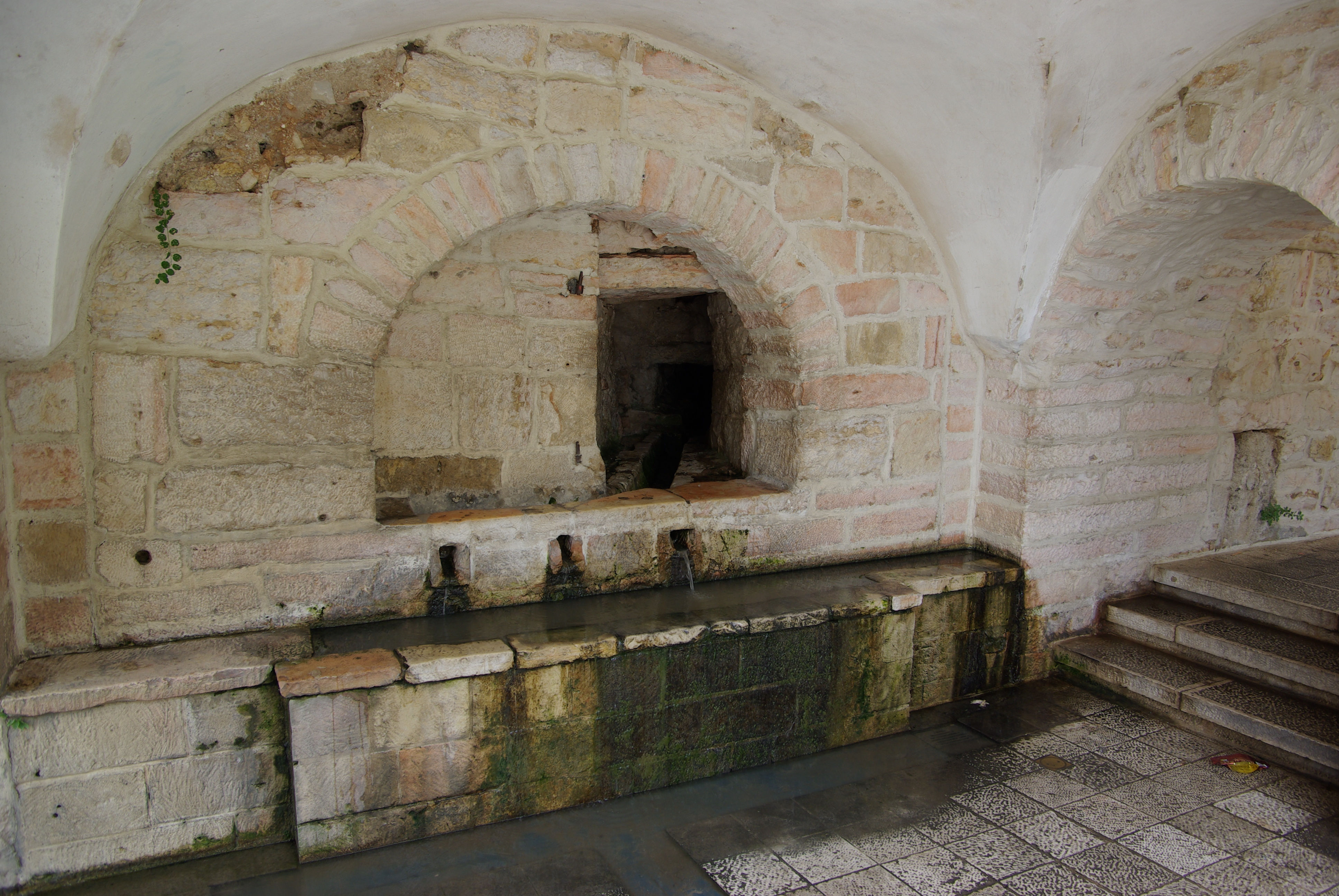
La Font que dona el nom a la localitat

Ein Kàrem o Ein Karim (hebreu: עין כרם‎; àrab: عين كارم, Ayn Kārim) és una antiga població del Districte de Jerusalem. Avui dia és un poble residencial amb una gran presència d'artesans dins dels límits municipals de Jerusalem. Ein Kàrem significa la Font de la Vinya. La seva població era de 2.000 habitants en 2010. El lloc atrau tres milions de visitants i pelegrins cada any. Ein Kàrem es també una de les seus de l'Hospital Hadassah de Jerusalem.
Segons la tradició cristiana fou en aquesta població on es produí la Visitació, un episodi del Nou Testament en què s'explica que Maria, mare de Jesús, va visitar la seva cosina Isabel embarassada de Joan Baptista. Aquest fet es narra a l'Evangeli de Lluc 1:39-56, encara que el text no especifica la població.

## Esglésies cristianes
Les diferents branques del cristianisme han construït esglésies, monestirs, escoles o institucions després de l'arribada dels franciscans que foren els primers:
- Església de Sant Joan Baptista (catòlica de ritu llatí), sobre les restes d'una església romana d'Orient i una església croada
- Església de Sant Joan Baptista (ortodoxa) construïda en 1894 sobre les ruïnes d'una antiga església
- Església de la Visitació (catòlica de ritu llatí), construïda el 1955 per Antonio Barluzzi
- Germanes de Notre Dame de Sion (catòlica), on hi ha enterrat Alphonse Ratisbona, seu cofundador.
- Monestir ortodox rus, conegut pels vilatans com Moscou.
- Maison Saint-Vincent-Ein Kerem, llar per a infants físicament i mentalment discapacitats a càrrec de les Filles de la Caritat de Sant Vicenç de Paul.
- Convent de Sant Joan al desert on Sant Joan el Baptista va viure a pocs quilòmetres.